# Ferrera (Suíça)
Ferrera é uma comuna da Suíça, situada na região de Viamala, no cantão de Grisões. Tem 75,46 km² de área e sua população em 2018 foi estimada em 75 habitantes.
Foi criada em 1 de janeiro de 2008, a partir da fusão das antigas comunas de Innerferrera e Ausserferrera.